# Sinterklaasjournaal (2019)
Het Sinterklaasjournaal in 2019 was het negentiende seizoen van het Sinterklaasjournaal en werd gepresenteerd door Dieuwertje Blok. De aankomst van Sinterklaas was in Apeldoorn.

## Verhaallijn
Dit jaar komt Sinterklaas aan in Apeldoorn. Sinterklaas reist dit jaar per stoomtrein naar Nederland, omdat zijn nieuwe paard – Ozosnel – koudwatervrees zou hebben. De stoomboot zou een week later alsnog naar Nederland gehaald worden met de cadeaus voor 5 december omdat deze niet in de trein mee kunnen.
In Nederland blijkt Ozosnel, anders dan beweerd, helemaal niet bang te zijn voor water. Dit blijkt namelijk een dekmantel te zijn van Paardenpiet. Ozosnel is eigenlijk een zwart paard dat Paardenpiet wit heeft geschilderd. Hij mocht niet nat worden omdat water de witte verf eraf laat lopen. Als zwart paard zou hij 's nachts niet meer zichtbaar zijn. Tot overmaat van ramp blijken Ozosnel en Paardenpiet enkele dagen daarna spoorloos verdwenen uit het Pietenhuis.
Ondertussen is iedereen in de ban van fopcadeaus die Malle Pietje maakt om iedereen in de maling te nemen. Aangezien de stoomboot in Nederland is en Sint en de Pieten daarmee terug naar Spanje kunnen, besluit de Hoofdpiet deze fopcadeaus met de stoomtrein terug naar Spanje te laten brengen. De trein vertrekt echter per ongeluk met de cadeaus voor 5 december aan boord. Ook Ozosnel en de Paardenpiet blijken aan boord. De Piet blijkt zich te schamen omdat hij Ozosnel heeft witgeschilderd en vlucht daarom. De trein rijdt echter zo snel dat hun wagon losschiet.
Sinterklaas vindt de inmiddels gestrande wagon en haalt Paardenpiet en Ozosnel eruit. Hij heeft baardenwit meegenomen om zijn paard weer wit te krijgen. Om ook de rest van de razende trein terug te halen, gaat de goedheiligman er in galop met Ozosnel achteraan. Hij slaagt erin de trein veilig terug naar het station te halen.

## Rolverdeling
| Rol                                                         | Naam                    |
| ----------------------------------------------------------- | ----------------------- |
| Presentatrice                                               | Dieuwertje Blok         |
| Verslaggever                                                | Jeroen Kramer           |
| Verslaggeefster                                             | Rachel Rosier           |
| Sinterklaas                                                 | Stefan de Walle         |
| Hoofdpiet                                                   | Niels van der Laan      |
| Wellespiet                                                  | Dick van den Toorn      |
| Boekpiet                                                    | Marc Nochem             |
| Reservepiet                                                 | Pim Muda                |
| Stafpiet                                                    | Martijn Hillenius       |
| Vergeetpiet                                                 | John Jones              |
| Malle Pietje                                                | Owen Schumacher         |
| Proefpiet                                                   | Leon van der Zanden     |
| Paardenpiet                                                 | Frederik Brom           |
| Piet de Smeerpoets                                          | Han Oldigs              |
| Oepsiepiet                                                  | Desi van Doeveren       |
| Pietje                                                      | Sarah Bannier           |
| Verdwaalpiet                                                | Mingus Dagelet          |
| Hulppiet                                                    | Danny Westerweel        |
| Rijmpiet                                                    | Tex de Wit              |
| Pietje Precies                                              | Bob Fosko               |
| Gastrollen                                                  |                         |
| Jan Modaal                                                  | Tijn Docter             |
| Annie Modaal                                                | Marit van Bohemen       |
| Co Hesie                                                    | Alfred van den Heuvel   |
| Ad Hesie                                                    | Haye van der Heyden     |
| Meneer Haas                                                 | Coen Swijnenberg        |
| Beun Haas                                                   | Sander Lantinga         |
| Politieagent                                                | John van den Heuvel     |
| Oma                                                         | Corry Konings           |
| Piet Zwart                                                  | Youp van 't Hek         |
| Brandweermannen                                             | Rein Hofman             |
| Brandweermannen                                             | Jochem Nooyen           |
| Hetty en Annelies                                           | Yentl en de Boer        |
| Ton Bulthuis                                                | Bob van der Houven      |
| Arie Mortel                                                 | Harry Mens              |
| Stationschef Beekbergen                                     | Harm Edens              |
| Vader                                                       | Tijs van den Brink      |
| Juf Marjolijn                                               | Leona Philippo          |
| Schooldirecteur                                             | Porgy Franssen          |
| Willem Kaptein                                              | Maarten van der Weijden |
| Meneer Van Waak                                             | Raymond Thiry           |
| Bewoner                                                     | Leonie ter Braak        |
| Bakker Jan                                                  | Jan Slagter             |
| Klanten van bakker Jan (Heel Holland Bakt-deelnemers)       | Hans Spitsbaard         |
| Klanten van bakker Jan (Heel Holland Bakt-deelnemers)       | Cas Wolters             |
| Klanten van bakker Jan (Heel Holland Bakt-deelnemers)       | Anna Yilmaz             |
| Klanten van bakker Jan (Heel Holland Bakt-deelnemers)       | Rutger van den Broek    |
| Meneer Van Bennekom                                         | Ronald Goedemondt       |
| Boswachter Wout Reus                                        | Egbert-Jan Weeber       |
| Vader                                                       | Klaas van Kruistum      |
| Boze man                                                    | Tibor Lukács            |
| Politieagent Walid                                          | Walid Benmbarek         |
| Ronald Hulskamp                                             | Henk Poort              |
| Lidy Hulskamp                                               | Marjolein Keuning       |
| Medewerker speelgoedwinkel                                  | Bob Schwarze            |
| Bezoeker speelgoedwinkel                                    | Soundos El Ahmadi       |
| Barbier                                                     | Roeland Fernhout        |
| Vrouw van klant van barbier                                 | Marlijn Weerdenburg     |
| Man aan wie Piet de Smeerpoets vraagt waar de stoomtrein is | Rob van de Meeberg      |